# 小倉明彦
小倉 明彦（おぐら あきひこ、1951年7月3日 - ）は、日本の神経科学者、教育家。大阪大学名誉教授。東京都中野区生まれ。理学博士（東京大学　1981）。専門は神経生物学、とくに記憶の細胞機構。 

## 略歴
- 1970年：東京教育大学附属高等学校（現・筑波大学附属高等学校）卒業
- 1975年：東京大学理学部生物学科卒業
- 1977年：東京大学大学院理学系研究科動物学専攻修士課程修了
- 1977-1979年：ルール大学ボーフム（ドイツ連邦共和国）生物学部研究員
- 1980-1993年：三菱化学生命科学研究所（当時は三菱化成生命科学研究所）研究員
- 1993-2002年：大阪大学理学部教授
- 2002-2017年：大阪大学大学院生命機能研究科教授 [2]

## 業績

### 研究者としての活動
イオンチャンネルの細胞膜上局在性の発見（高橋景一、H. Machemerと共同）、グリア細胞が神経伝達物質受容体をもつことの発見（天野武彦と共同）、単一神経細胞内カルシウムイオン定量法（カルシウム顕微鏡）の開発（工藤佳久、尾崎一穂らと共同）、カルシウム濃度変動を指標とした神経回路網観測法の開発（天野武彦、工藤佳久らと共同）、海馬長期増強現象へのカルシウムの関与（工藤佳久、加藤宏司らと共同）、虚血性神経細胞死のカルシウム過負荷仮説の提唱（工藤佳久と共同）、カルシウム透過性AMPA型グルタミン酸受容体の発見（工藤佳久と共同）、イノシトール三リン酸による細胞内貯蔵カルシウムの放出の可視化（東田陽博と共同）、活動依存性神経細胞生存の基盤としてのカルシウム代謝回転仮説の提唱（冨永恵子と共同）、シナプス新生・廃止を伴うシナプス長期可塑性現象RISE・LOSSの発見（冨永恵子と共同）、ゆらぎ原理に従うシナプス新生過程の実証（冨永恵子と共同）、など。

### 教育家としての活動
大阪大学新入生の五月病防止対策として「料理生物学入門」を開講した。受講生とともに料理しながら、食品や調理の意味や背景を解説する授業だが、「食品化学や調理科学を学ぶ」のではなく、「料理を題材にして科学を体感する」ことが趣旨だとする。また、同趣旨の学外授業をしばしば行っている。著書や訳書には、自作の漢詩や自筆のイラストを載せる習慣がある。2021年1月NHKEテレ「又吉直樹のヘウレーカ！」出演時にも、自作の漢詩の一節を披露した。漢詩作家としての号は「玉璞（ぎょくはく）」、亭号は「古捨詩亭（ぷらすてしてい）」。

## 主な著書
- 「記憶の細胞生物学」　冨永恵子と共著、シリーズ生命機能3、朝倉書店　2011.
- 「実況・料理生物学」　阪大リーブル30、大阪大学出版会　2011. ／文春文庫　お-70-1、文芸春秋　2017.
- 「芸術と脳」　近藤寿人編、阪大リーブル42、大阪大学出版会　2013.
- 「お皿の上の生物学」　築地書館　2015. ／角川ソフィア文庫　K-137-1、KADOKAWA　2020.
- 「つむじまがりの神経科学講義」　晶文社　2020.

## 主な訳書
- 「細胞の分子生物学 第2版」　B. Alberts ほか著、中村桂子・松原謙一監修、大隅良典・桂勲・丸野内棣と共監訳、教育社　1990.
- 「細胞の分子生物学 プロブレムブック」 J. Wilson ほか著、大隅良典・桂勲・丸野内棣と共監訳、教育社　1993.
- 「ニューロンの生物学」　F. Delcomyn 著、冨永恵子と共訳、トッパン／南江堂　1999.